# 皮和尼斯芒
皮和尼斯芒（法語：Puits-et-Nuisement，法語發音：[pɥi e nɥizmɑ̃]）是法国奥布省的一个市镇，属于特鲁瓦区。

## 地理
皮和尼斯芒（48°12'46"N, 4°29'58"E）面积12.19 平方千米，位于法国大東部大區奥布省，该省份为法国中北部省份，北起马恩省，西接塞纳-马恩省，西南至约讷省，东南至科多尔省，东临上马恩省。
与皮和尼斯芒接壤的市镇（或旧市镇、城区）包括：伯雷、隆普雷勒塞克、马尼富沙尔、上蒙马丹、巴尔斯河畔旺德夫尔。

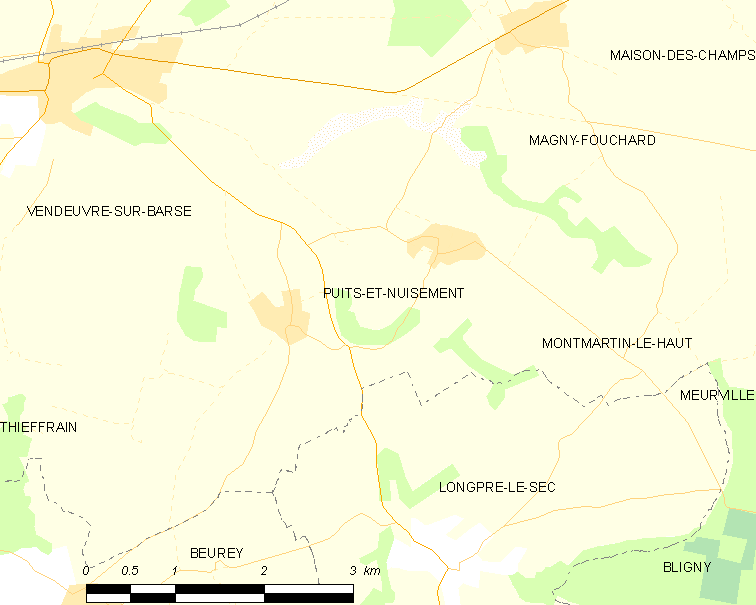
皮和尼斯芒的OSM定位图

皮和尼斯芒的时区为UTC+01:00、UTC+02:00（夏令时）。

## 行政
皮和尼斯芒的邮政编码为10140，INSEE市镇编码为10310。

## 政治
皮和尼斯芒所属的省级选区为巴尔斯河畔旺德夫尔县。

## 人口

1962-2008年间皮和尼斯芒人口变化图示

皮和尼斯芒于2022年1月1日时的人口数量为201人。